# Смит, Лестер
Лестер Смит (при рождении Керзон-Хоуи (англ. Leicester Smyth; 25 октября 1829 года — 27 января 1891 года) — генерал Британской армии, губернатор Гибралтара.

## Биография
Седьмой сын Ричарда Керзон-Хоуи, 1-го графа Хоуи. Учился в Итонском колледже, звание офицера получил в 1845 году. Направлен на службу в Стрелковую бригаду принца-консорта. Участвовал в Кафрской войне в 1852—1853 годов году, награждён медалью.
В 1854 году назначен адъютантом к Фицроя Соммерсета, барона Реглана, участвовал в сражении на Альме, Инкерманской битве и осаде Севастополя. Впоследствии он служил адъютантом генерала Кодрингтона.
В 1856 году назначен помощником военного секретаря на Ионических островах, в 1865 году — военным секретарём Ирландии, в 1872 году — заместителем квартирмейстера Ирландии.
В 1877 назначен командующим Западного округа, в 1880 — главнокомандующим Капской колонии. С 1882 по 1883 годы исполнял обязанности верховного комиссара Южной Африки. С 1889 по 1890 годы занимал должность главнокомандующего Южного округа, в этом качестве принимал визит Насреддин-шаха. В 1890 году назначен губернатором Гибралтара, находясь в этой должности скончался 27 января 1891 года в возрасте 61 года.

## Семья
В 1866 женился на Алисии Марии Смит и в следующем году принял девичью фамилию жены в качестве собственной. Детей не имел.